# Sean Kavanagh
Sean Kavanagh (Dublino, 20 gennaio 1994) è un calciatore irlandese, centrocampista dello Shamrock Rovers.

## Caratteristiche tecniche
Terzino sinistro, spesso è schierato da esterno sinistro.

## Carriera

### Club
Ha giocato nella prima divisione irlandese e nella seconda divisione inglese.

### Nazionale
Ha giocato nelle nazionali giovanili irlandesi Under-17, Under-19 ed Under-21.

## Palmarès

### Club

#### Competizioni nazionali
- Campionato irlandese: 3

Shamrock Rovers: 2020, 2021, 2022
- Supercoppa d'Irlanda: 1

Shamrock Rovers: 2022